# Maharanijhoda
Maharanijhoda (nep. महारानीझोडा) – gaun wikas samiti we wschodniej części Nepalu w strefie Meći w dystrykcie Jhapa. Według nepalskiego spisu powszechnego z 2001 roku liczył on 1980 gospodarstw domowych i 10239 mieszkańców (5392 kobiet i 4847 mężczyzn).